# コルソン・モンゴメリー
コルソン・ケイド・モンゴメリー（Colson Kade Montgomery, 2002年2月27日 - ）は、アメリカ合衆国インディアナ州デュボイス郡ホランド出身のプロ野球選手（遊撃手）。右投左打。MLBのシカゴ・ホワイトソックス所属。

## 経歴
サウスリッジ高等学校では野球の他にアメリカンフットボール、バスケットボールも行なっており、バスケ選手としてパデュー大学、ルイビル大学からオファーを受けていた。
2021年のMLBドラフト1巡目（全体22位）でシカゴ・ホワイトソックスから指名され、予定していたインディアナ大学ブルーミントン校への進学を取りやめてからプロ入り。契約金は300万ドル。契約後、傘下のルーキー級アリゾナ・コンプレックスリーグ・ホワイトソックスでプロデビューし、26試合に出場して打率.287、7打点を記録した。
2022年はA級カナポリス・キャノンボーラーズ、A+級ウィンストン＝セイラム・ダッシュ、AA級バーミングハム・バロンズでプレーし、3チーム合計で96試合に出場して打率.274、11本塁打、47打点、1盗塁を記録した。
2023年はルーキー級アリゾナ・コンプレックスリーグ・ホワイトソックス、A+級ウィンストン＝セイラム、AA級バーミングハムでプレーし、3チーム合計で64試合に出場して打率.287、8本塁打、37打点、2盗塁を記録した。オフにはアリゾナ・フォールリーグに参加し、グレンデール・デザートドッグスに所属した。
2024年はAAA級シャーロット・ナイツでプレーし、130試合に出場して打率.214、18本塁打、63打点、8盗塁を記録した。オフには2年連続でアリゾナ・フォールリーグに参加し、再びグレンデール・デザートドッグスに所属した。11月19日にはルール5ドラフトでの流出を防ぐために40人枠入りした。
2025年はAAA級シャーロットで開幕を迎えた。7月4日にメジャー初昇格を果たすと、同日のコロラド・ロッキーズ戦にて「7番・遊撃手」で先発出場してメジャーデビュー（この試合での結果は2打数無安打1四球）。

## 詳細情報

### 背番号
- 12（2025年 - ）